# El Tigre Blanco
El Tigre Blanco (The White Tiger) es una novela del escritor y periodista indio Aravind Adiga de 2008, galardonada con el Premio Booker ese mismo año. Escrita originalmente en inglés, fue traducida al español por Santiago del Rey y publicada en España por Miscelánea Editorial.

## Argumento
El protagonista es un hombre procedente de una de las zonas más deprimidas de la India que es vendido a una familia de nuevos ricos, quienes lo llevan a su residencia en Delhi para trabajar como criado y chófer. Este hombre, que en su aldea natal recibió de niño el apodo de "Tigre Blanco" por ser considerado un ser excepcional, se las va ingeniando con el objeto de huir de su situación de esclavitud encubierta y posteriormente subir en el escalafón social hasta convertirse en un brillante empresario en la ciudad de Bangalore, para lo cual no duda en emplear maniobras como el soborno y el asesinato.

## Géneros y técnica narrativa
Desde el punto de vista narrativo, la novela sigue un planteamiento propio del género epistolar, pues el protagonista cuenta sus peripecias al primer ministro de China en forma de correos electrónicos. También puede ser considerada como una novela picaresca.